# نهر سورينام

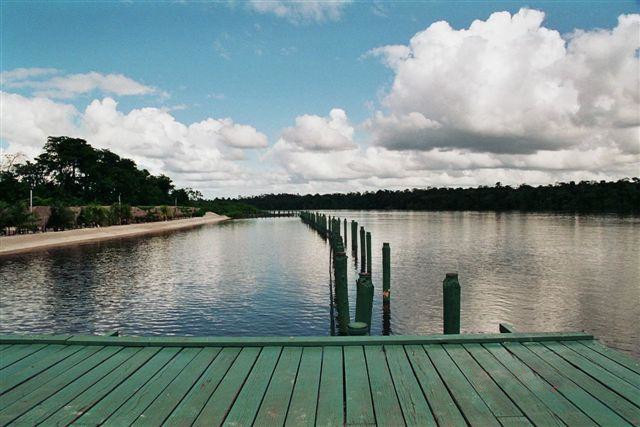
نهر سورينام

نهر سورينام يبلغ طوله 480 كم يتدفق عبر أرض سورينام يوجد نبعه بمرتفعات غيانا.

## معرض صور

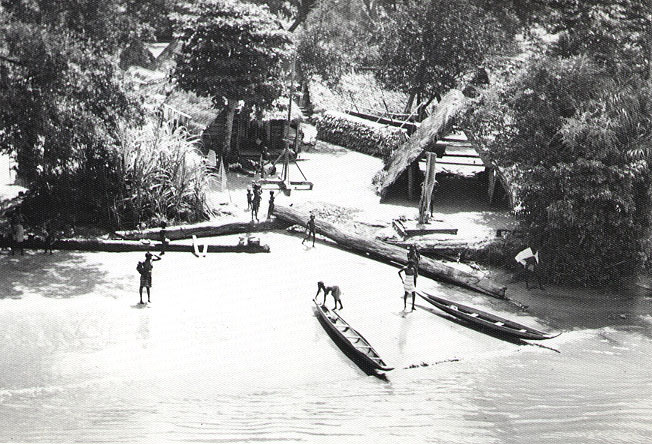
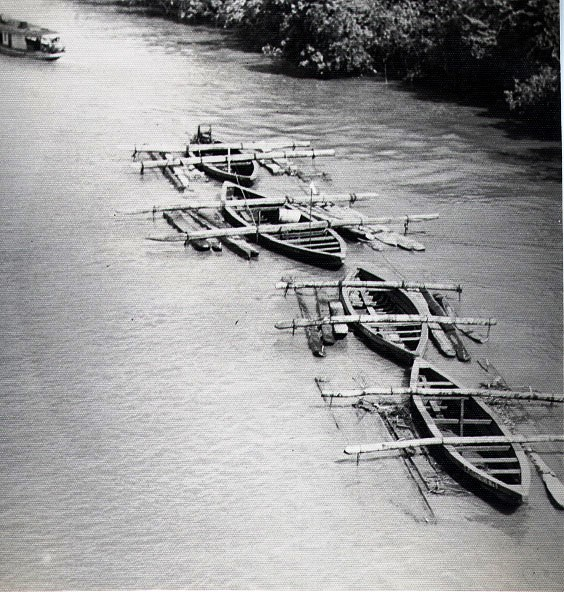
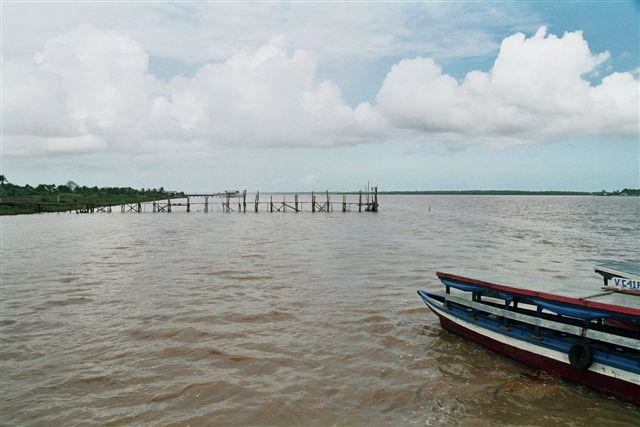